# Karl Wilhelm Arnoldi
Karl Wilhelm Arnoldi (auch Carl Wilhelm Arnoldi, * 3. Februar 1809 in Winningen; † 14. Oktober 1876) war ein deutscher Mediziner, Naturforscher und Fossiliensammler.

## Leben
Karl Wilhelm Arnoldi studierte  in Halle Medizin. Anschließend wirkte er als „Districtsarzt“ in Winningen.
Er war Mitglied der Schülerverbindung Euterpia, zu der u. a. Julius Baedeker, Friedrich Wilhelm Raiffeisen, Albrecht Schöler und Philipp Wirtgen gehörten und deren Treffen zumeist in seinem Haus stattfanden.
Arnoldi legte eine Sammlung devonischer Fossilien der Umgebung von Winningen an. Dabei gelangen ihm im Steinbruch am Hasborn links der Mosel und gegenüber Winningen rechts der Mosel die ersten Funde eines bis dahin unbekannten paläozoischen Stachelhäuters. Georg August Goldfuß benannte diesen Schlangenstern 1848 zu Ehren von Carl Wilhelm Arnoldi als Aspidosoma Arnoldii G., heute Encrinaster arnoldi (GOLDFUSS) 1848 und Typusart der Gattung Encrinaster HAECKEL 1866.
Er war ab August 1834 Mitglied im Botanischen Verein am Mittel- und Niederrhein, des späteren Naturhistorischen Vereins der preussischen Rheinlande und Westphalens und der Gesellschaft Deutscher Naturforscher und Ärzte (Psychiatrie und Paläontologie).
Karl Wilhelm Arnoldi war auch botanisch tätig und sammelte Pflanzen, die er an Philipp Wirtgen zur Aufnahme in das vereinseigene Herbarium des Botanischen Vereins am Mittel- und Niederrhein übersandte.
Am 15. Oktober 1855 wurde er mit dem akademischen Beinamen Beuth in der Sektion Geologie und Paläontologie unter der Matrikel-Nr. 1741 als Mitglied in die Kaiserliche Leopoldino-Carolinische Akademie der Naturforscher aufgenommen.
Die Deutsche Gesellschaft für Psychiatrie und gerichtliche Psychologie wählte ihn im September 1857 zu deren Sekretär.
An der Versammlung der Gesellschaft Deutscher Naturforscher und Ärzte in Bonn im September 1857 nahm er mit einem Vortrag über „Die melancholische Angst und ihre somatische Begründung“ teil.
Eines seiner zentralen Anliegen war die Förderung des Weinbaues an der Mosel und der Saar, worüber er seine Gedanken und Erkenntnisse 1869 veröffentlichte.
Karl Wilhelm Arnoldi war verheiratet. Sein Sohn Richard Arnoldi entdeckte im Jahr 1901 in der Nähe von Winningen die Überreste eines römischen Landgutes, einer Villa Rustica.

## Schriften
- Dissertatio inauguralis medica, sistens nonnulla de morborum cordis aetiologia. Halae 1831 (Digitalisat)
- Die melancholische Angst und ihre somatische Begründung. Bonn 1857. In: Amtlicher Bericht über die dreiunddreissigste Versammlung der Gesellschaft Deutscher Naturforscher und Ärzte zu Bonn im September 1857, Bonn 1859, S. 296–306  (Digitalisat)
- Vorschläge zur Förderung des Weinbaues an der Mosel und Saar. In: Otto Beck (Herausgeber): Der Weinbau an der Mosel und Saar, Anhang I, Trier, 1869, S. 58–113 (Digitalisat)